# Harry Lloyd (songwriter)
Harry Lloyd is een Amerikaans songwriter. Bekende artiesten in binnen- en buitenland brachten honderden van zijn composities uit op een plaat. Hij maakte ook filmmuziek en werd in 1994 genomineerd voor een Emmy Award.

## Biografie
Llyod volgde in circa 1970 een cursus in het schrijven van liedjes aan de Universiteit van Californië - Los Angeles. Hij zat hier in de klas bij Gloria Sklerov met wie hij in de jaren zeventig samen vaak muziek schreef. In zijn tijd als muziekschrijver in dienst van Garrett Music, schreef hij muziek voor artiesten waarvoor Snuff Garrett produceerde. 
Artiesten die zijn muziek op de plaat zetten, zijn onder meer Cher, Frank Sinatra, Telly Savalas, Anne Murray, The Carpenters, John Davidson, Blue Mink, Gitte Hænning, Juliane Werding, Alides Hidding en The Cats.
Het lied House for sale dat Lloyd samen met Sklerov schreef, nam Peter Schoonhoven van EMI Music in 1973 mee naar Nederland, waarna het een hit werd in de versie van Lucifer onder leiding van Margriet Eshuijs. Dit lied werd erna nog gecoverd door Grant & Forsyth en door Ricky Koole.
Samen met Sklerov werd hij in 1994 genomineerd voor een Emmy Award in de categorie Outstanding original song vanwege de muziek die ze schreven voor de televisieserie As the world turns. Het bleef echter bij de nominatie.